# Иксерис
Иксерис (лат. Ixeris; от индийского названия) — род травянистых растений семейства Астровые (Asteraceae), распространённый в Азии.

## Ботаническое описание
Однолетние или многолетние травянистые растения. Стебли прямостоячие, иногда длинные стелющиеся с прямостоячими цветущими ветвями. Листья часто розеточные.
Корзинки (12)15—25(40)-цветковые, обычно собраны в щитковидное общее соцветие. Обёртка от цилиндрической до узкоколокольчатой, листочки расположены в несколько рядов, голые; самые длинные наружные листочки в ¼—½ раза длиннее внутренних; внутренних листочков обычно 8, от линейно-ланцетных до ланцетных, равных по длине, край обычно плёнчатый. Ложе корзинок голое. Цветки жёлтые, редко беловатые или пурпурные. Семянки коричневые, более или менее веретеновидные; хохолок белый, щетинки шероховатые.

## Виды
Род включает 20 видов:
- Ixeris chinensis (Thunb.) Nakai — Иксерис китайский
- Ixeris integra (Merr.) Stebbins
- Ixeris japonica (Burm.f.) Nakai [syn.  Ixeris debilis (Thunb.) A.Gray]
- Ixeris longirostra Nakai
- Ixeris musashensis Makino & Hisauti
- Ixeris ×nakazonei (Kitam.) Kitam.
- Ixeris nikoensis Nakai
- Ixeris papuana (S.Moore) Stebbins
- Ixeris podlechii Rech.f.
- Ixeris polycephala Cass. typus[1]
- Ixeris prolixa (S.Moore) Stebbins
- Ixeris repens (L.) A.Gray — Иксерис ползучий
- Ixeris retrorsidens (Merr.) Stebbins
- Ixeris riparia (Kerr) Stebbins
- Ixeris ×sekimotoi Kitam.
- Ixeris siamensis (Kerr) Stebbins
- Ixeris stolonifera A.Gray
- Ixeris tamagawaensis (Makino) Kitam.
- Ixeris tapetodes (Boiss.) Rech.f.
- Ixeris umbellata (Mattf.) Stebbins

Некоторые виды, которые ранее относили к этому роду, в настоящее время входят в состав других родов: Crepidiastrum Nakai и Ixeridium (A.Gray) Tzvelev.